# Kościół Prezbiteriański w Ameryce
Kościół Prezbiteriański w Ameryce (ang. Presbyterian Church in America) – jest konserwatywną ewangelikalną denominacją protestancką wyznania reformowanego, drugim pod względem wielkości kościołem prezbiteriańskim w Ameryce Północnej po Kościele Prezbiteriańskim USA. Kościół deklaruje mocne zaangażowanie w ewangelizację, pracę misjonarską, i chrześcijańską edukację. Kościół deklaruje jako swój cel: "Być wiernym Pismu Świętemu, wierze reformowanej, oraz posłusznym Wielkiemu Posłannictwu."
Kościół liczy obecnie 1372 zbory oraz 345,582 członków w Stanach Zjednoczonych i Kanadzie (dane za rok 2007).

## Doktryna i praktyka
Kościół wyznaje przywiązanie do tradycyjnych wyznań wiary prezbiterianizmu - Westminsterskiego Wyznania Wiary, Małego Katechizmu Westminsterskiego, Dużego Katechizmu Westminsterskiego - jednakże widzi je jako podporządkowane Biblii, która sama w sobie jest postrzegana jako natchnione Słowo Boże, i ten punkt widzenia mieści w sobie doktrynę o jego nieomylności w odniesieniu do przedstawionych w nim faktów, historii i nauczania. 
Kościół jest przeciwny ordynowaniu kobiet na urzędy starszych kościoła i duchownych.